# 朝阳镇 (荔波县)
朝阳镇，是中华人民共和国贵州省黔南布依族苗族自治州荔波县下辖的一个乡镇级行政单位。

## 行政区划
朝阳镇下辖以下地区：
朝阳村、八烂村、板麦村、岜马村、洪江村和三江村。